# Pustolovska videoigra
Pustolovske videoigre (kratko pustolovščine) so zvrst videoiger, pri katerih igralec prevzame vlogo protagonista v interaktivni zgodbi, v kateri napreduje z raziskovanjem okolice in reševanjem ugank namesto fizičnih izzivov. Ta osredotočenost na zgodbo omogoča zgledovanje po drugih oblikah pripovedništva, kot sta književnost in film. Velika večina pustolovskih videoiger je namenjenih zgolj enemu igralcu, saj je zaradi poudarka na zgodbi in likih večigralstvo težko izvedljivo. Večina pustolovskih iger deluje po sistemu pokaži-in-klikni, pogosto se žanr kombinira tudi z akcijskim (akcijsko-pustolovske igre).
Priljubljenost te zvrsti je bila v Zahodnem svetu na vrhuncu v poznih 1980. do sredine 1990. let, ko so bile igre tudi med tehnično najnaprednejšimi od vseh videoiger. Danes so na Zahodu skoraj izginile, za razliko od Vzhodne Azije, kjer so izjemno priljubljeni t. i. »vizualni romani«. Ti predstavljajo kar 70 % trga računalniških iger na Japonskem.